# Гербиний, Иоганн
Иоганн Гербиний (нем. Johannes Herbinius, 1633, по др. сведениям, 1627—1679) — пастор, немецкий историк, писатель.

## Биография
Жил в Швеции, Польше, Литве. Учился в Лейпциге и Утрехте. Степень магистра получил в Виттенбергском университете. Несколько лет работал учителем в Шлезене, а в 1672 стал пастором лютеранской церкви в Вильно (ныне Вильнюс).
В 1674 г., посетил Россию. Был знаком  с архимандритом Киево-Печерской лавры Гизелем, автором знаменитого "СИНОПСИСА". Высоко ценил набожность русских, глубокое уважение к духовенству и церкви. Гербиний, пишет: " Высоко ценят Русины своих Предстоятелей и Священников, которые, впрочем, неопытны в науках и малодушны, особенно в Московии...". Некоторые особенности религиозности русских вызвали у него удивление. "...я как очевидец, в Московию въезжая, узнал, что местная Русинская голь находится в невежестве и вполне уверена, что изображения живые, и ответы иногда дает тем, кто к ним обращается. Неясно, однако, каким духом это делается",- пишет Иоганн Гербиний.  Очень интересны сведения Гербиния о том,что русские Москвы, перекрещивают католиков и протестантов в православную веру.Земли, которые он посетил, Гербиний называл Russi Septentrionales, т.е. Северной Русью.
В 1675 г. в Йене вышла в свет его книга о киевских пещерах «Religiosae Kijovienses cryptae, sive Kijovia subterranea...». Описание было сделано на основании собственных наблюдений, а также двух схематических планов и нескольких гравюр, которые он получил от Гизеля. В книге представлены имена 43 святых, которые были похоронены в пещерах. В 1678 г. в Амстердаме опубликовал книгу о Днепровских порогах — «De admirandis mundi cataractis».
Много работал также в Вене, Стокгольме, в Речи Посполитой.

## Труды
- Eloquentia academica, politica, domestica
- Oratio ad episcopos Daniae pro ecclesiis Poloniae
- Carmina lyrica
- Clavis ad facilitatem et usum logicae. Oels 1663
- Hosianna! dem durchleuchtigen Fürsten und Herrn Herrn Christian Eberhard Fürsten und Erbprintzen in Ostfrießland, … als derselbe … aus Holland in Seine Fürstl. Residentz Aurich, den 28. Novembr. des 1668 Jahrs … heimgekommen … Stockholm 1668
- Dissertationes De admirandis mundi cataractis supra & subterraneis, earumque principio, elementorum circulatione, ubi eadem occasione aestus maris reflui vera ac genunina causa asseritur, nec non terrestri ac primigenio Paradiso Locus situsque verus in Palaestina restituitur, … Amsterdam 1678
- Famosae, De solis vel Telluris Motu, Controversiæ Examen Theologico-Philosophicum, Ad S. Sanctam Normam, Institutum. 1655
- Religiosae Kiioviensium Cryptae in quibus labyrintum et in eo corpora Heroum atge divorum roxolanitum ex nomine ad oculum demonstrat. Jena 1675